# Bastia Mondovì
Bastia Mondovì (piemontiul: Bastìa) település Olaszországban, Piemont régióban, Cuneo megyében. Lakosainak száma 628 fő (2023. január 1.). Bastia Mondovì Carrù, Cigliè, Clavesana és Mondovì községekkel határos.

## Népesség
A település népessége az elmúlt években az alábbi módon változott:
| Lakosok száma | 673  | 654  | 628  |
|               | 2017 | 2018 | 2023 |